# Vega del Guadalquivir
Die Comarca Vega del Guadalquivir ist eine der neun Comarcas in der Provinz Sevilla. Sie wurde, wie alle Comarcas in der Autonomen Gemeinschaft Andalusien, mit Wirkung zum 28. März 2003 eingerichtet.
Die im Zentrum der Provinz gelegene Comarca umfasst elf Gemeinden auf einer Fläche von 3.568,57 km².

## Lage
|                                  | Sierra Norte                                |                 |
|                                  | Kompassrose, die auf Nachbargemeinden zeigt | Provinz Córdoba |
| Comarca Metropolitana de Sevilla | Campiña de Carmona                          |                 |

## Gemeinden
| Gemeinde                      | Einwohner (2024) | Fläche km² | Dichte Einw./km² | Cod INE | Postleitzahl |
| ----------------------------- | ---------------- | ---------- | ---------------- | ------- | ------------ |
| Alcalá del Río                | 12.250           | 81,97      | 149              | 41005   | 41200        |
| Alcolea del Río               | 3.279            | 50,02      | 66               | 41006   | 41449        |
| La Algaba                     | 16.666           | 17,68      | 943              | 41007   | 41980        |
| Brenes                        | 12.883           | 21,45      | 601              | 41018   | 41310        |
| Burguillos                    | 7.327            | 43,14      | 170              | 41019   | 41220        |
| Cantillana                    | 10.728           | 107,70     | 100              | 41023   | 41320        |
| Lora del Río                  | 18.189           | 293,69     | 62               | 41055   | 41440        |
| Peñaflor                      | 3.670            | 82,89      | 44               | 41074   | 41470        |
| Tocina                        | 9.373            | 15,56      | 602              | 41092   | 41340        |
| Villanueva del Río y Minas    | 5.033            | 150,70     | 33               | 41099   | 41350        |
| Villaverde del Río            | 7.794            | 41,07      | 190              | 41101   | 41318        |
| Comarca Vega del Guadalquivir | 107.192          | 3.568,57   | 30               | –       | –            |

## Nachweise
1. ↑  Instituto Nacional de Estadística Municipal Register of Spain
2. ↑  Orden de 14 de marzo de 2003, por la que se aprueba el mapa de comarcas de Andalucía a efectos de la planificación de la oferta turística y deportiva, Boletín Oficial de la Junta de Andalucía (Amtsblatt der Regierung von Andalusien), Nr. 59 vom 27. März 2003, S. 6248